# Crunomys
Genre
Répartition géographique
Crunomys est un genre de rongeurs des Philippines et de Sulawesi. 
Il appartient à ce que l'on appelle en anglais New Endemics et ses plus proches parents sont les Archboldomys et les Sommeromys. On n'en connait en tout que quinze exemplaires, dont dix de Crunomys melanius.

## Liste des espèces
Ce genre comprend les espèces suivantes :
- Crunomys celebensis Musser, 1982
- Crunomys fallax Thomas, 1897
- Crunomys melanius Thomas, 1907
- Crunomys suncoides Rickart, Heaney, Tabaranza & Balete, 1998

Crunomys rabori Musser, 1982 synonyme de Crunomys melanius Thomas, 1907 

## Caractéristiques
La répartition géographique de ce genre – tant à Sulawesi qu'aux Philippines – est unique parmi les Murinae. Cette répartition peut être expliquée par le fait que Crunomys est présent en forêt tropicale de faible altitude. Dès lors, les espèces auraient pu se répandre plus facilement. Mais ils sont pourtant très rares : le rat du Luçon septentrional (Crunomys fallax) n'est connu que par un seul exemplaire, à Luçon, Crunomys suncoides ne se rencontre qu'à Mindanao, Crunomys melanius se rencontre à Mindanao, Camiguin et Leyte, et Crunomys celebensis ne se rencontre qu'au centre de Sulawesi.
Crunomys comprend de petites et moyennement grandes souris à la queue plus courte que la distance tête-tronc. Les pattes de derrière sont longues et minces. Les premier et cinquième orteils sont réduits. La fourrure est courte et épaisse. Le bec, le sommet de la tête, le milieu du cou, des parties du tronc ainsi que le côté supérieur des pattes sont sombres ; les flancs sont plus pâles et le ventre est bien plus clair. La distance tête-tronc est de 10 à 12 cm et la queue a une longueur de 7 à 8 cm.